# Hlučínsko
Hlučínsko (původně jižní Ratibořsko; v místním úzu Praj(z)sko či Praj(z)ská; německy Hultschiner Ländchen, polsky Kraj hulczyński nebo Kraik hulczyński) je historické území na východě Česka u hranic s Polskem, součást Českého Slezska, dnes rozdělené mezi okresy Opava (naprostá většina) a Ostrava-město. Má rozlohu 316,76 km², asi 80 tisíc obyvatel, a nazývá se podle svého střediska a největšího sídla, města Hlučína.
Ve středověku bylo součástí Opavského knížectví v rámci Slezska. Roku 1742 však bylo odtrženo od českých zemí, když se stalo nejjižnější výspou pruského záboru ve Slezsku, který zde sahal až k řekám Opavě a Odře. Až do roku 1920 pak dnešní Hlučínsko tvořilo jižní část okresu Ratiboř (Landkreis Ratibor) v rámci pruské provincie Slezsko (Provinz Schlesien). Přestože zde zůstala převaha slovanského (českojazyčného) obyvatelstva, téměř dvousetleté sepětí s Pruskem (později Německem) zanechalo hluboké stopy v kultuře a myšlení zdejšího lidu, tzv. Moravců, kteří své české sousedy v tehdejším Rakousku nazývali s jistou pohrdavostí „císaráky“.
Po první světové válce se stalo Hlučínsko jedním z územních nároků vznikajícího Československa, na základě práva na sebeurčení a snahy získat do nového státu i české obyvatelstvo mimo tehdejší historická území. Rozhodnutím Versailleské mírové smlouvy pak bylo 4. února 1920 skutečně připojeno a jako nový politický (a zároveň soudní) okres Hlučín se stalo opět součástí Českého Slezska.
Specifická kultura a lidová paměť však na Hlučínsku trvá i na počátku 21. století. Zdejší obyvatelé se dodnes označují jako Prajzáci nebo Prajzové.

## Vymezení

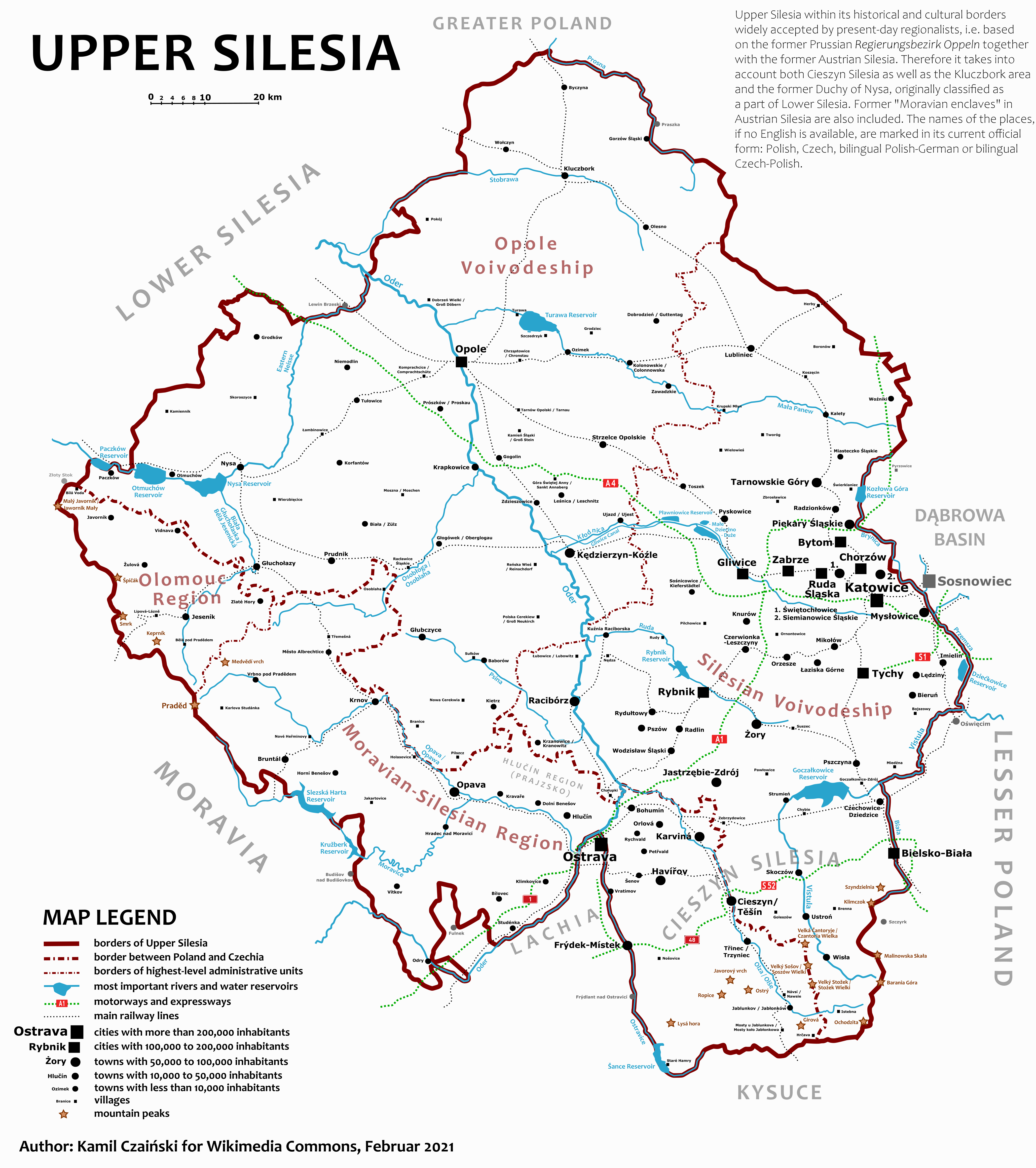
Hlučínsko mezi Ostravou a Opavou na mapě Horního Slezska, jehož součástí bylo od půlky 18. do půlky 20. století

Hlučínsko se rozkládá podél hranice s Polskem, mezi městy Opavou, Ostravou a Bohumínem. Ze severu je vymezeno státní hranicí, z jihozápadu řekou Opavou a z jihovýchodu Odrou. Na západě hranice probíhá mezi opavským předměstím Kateřinky (do Hlučínska nepatří) a Malými Hošticemi. Hranice vůči Polsku je poměrně klikatá a nepřirozená, a ani neodpovídala přesně jazykovým poměrům v době vytyčování. Je výsledkem kombinace dvou nesourodých přístupů – západní část hranice (od Opavy po Třebom) odpovídá hranici mezi dosavadním hlubčickým a ratibořským okresem, zatímco zbytek hranice kopíruje přímou linii Ketř–Bohumín, narýsovanou francouzskou generalitou. To mělo za důsledek, že hranice místy vedla zcela proti smyslu etnického principu – zatímco převahou česká obec Velké Štibořice zůstala Německu (dnes Ściborzyce Wielkie v Polsku), německé obce Sudice a Třebom byly připojeny k Československu.
Podle současného administrativního členění patří do Hlučínska:
- správní obvod ORP Hlučín (bez Děhylova a Dobroslavic)
- správní obvod ORP Kravaře (bez části Dvořisko)

a dále
- ze správního obvodu ORP Opava obce Hněvošice, Chlebičov, Oldřišov, Služovice, Velké Hoštice
- opavská část Malé Hoštice včetně Pustých Jakartic
- ostravské části Antošovice, Hošťálkovice, Koblov, Lhotka, Petřkovice

## Historie

### Nejstarší historie
Nejstarší doklady přítomnosti člověka na území Hlučínska spadají do starší doby kamenné, a to do starého paleolitu. Z té doby pochází nález pěstního klínu srdčitého tvaru s poškozenou bází, kulturně odpovídající acheuléenu, jež byl nalezen na katastru obce Bohuslavice. Rovněž nálezy z obce Oldřišov, koncentrující se především v místech bývalé pískovny východně od kostela Narození Panny Marie, Závady a Bolatic signalizují přítomnost člověka již v tomto období.
Na východním svahu „Černého kopce“ na katastru obce Třebom byla nalezena drobná štípaná silicitová industrie pravděpodobně středně paleolitického stáří.
Ve starší fázi mladého paleolitu byla širší oblast Slezska „intenzivněji“ osídlena szeletienem a právě této „starokamenné“ kultuře náležící drobná kolekce štípané industrie z Hněvošic, Hošťálkovic, Chuchelné a Třebomi. Aurignacienu pak náleží nálezy z Hošťálkovic, Kozmic a Malých Hoštic.
Ve střední fázi mladého paleolitu je osídlení, reprezentované gravettienem, zachyceno na katastru Hošťálkovic nad soutokem řek Odry a Opavy. Bohatá kolekce této kultury pak pochází z nejlépe prozkoumané a současně také nejznámější archeologické lokality Hlučínska z Petřkovic, kde se osídlení koncentrovalo na vrchu Landek, odkud také pochází stejnojmenná venuše – tzv. Landecká venuše.
Zastoupeno je na území Hlučínska také osídlení z pozdní fáze mladého paleolitu reprezentované epigravettienem, a to na katastru obce Chuchelná.
Blíže chronologicky nezařaditelné paleolitické předměty pocházejí z území obcí Kravaře, Strahovice a Velké Hoštice. Z katastru obce Koblov je znám nález mamutí stoličky a rovněž na tomto území je signalizováno i mezolitické osídlení, které je rovněž sledováno také na katastru Strahovic.
Počátek mladší doby kamenné je v širším středoevropském kontextu spojen s kulturou lidu lineární (dříve také označované jako volutové) keramiky. Stopy této kultury byly zachyceny v Bohuslavicích, Bolaticích, Darkovicích, Hlučíně, Hněvošicích, Chuchelné, Kravařích, Píšti, Strahovicích, Třebomi a Velkých Hošticích. Lineární kultura se na území Hlučínska objevuje od nejstarší fáze (Ib) svého vývoje a pokračuje i ve fázích IIa i IIb. Rozpoznán zde byl i její III. stupeň. Rovněž byly v regionu zachyceny prvky želiezovské skupiny a ojediněle i šáreckého typu.
Osídlení pak pokračuje v intencích lengyelské kultury, která plynule přechází do eneolitu. Zmiňovaná kultura se objevuje v Bohuslavicích, Bolaticích, Hněvošicích, Chuchelné, Kobeřicích, Malých Hošticích, Píšti, Služovicích, Strahovicích a Velkých Hošticích. Je zde jednoznačně potvrzen její počáteční stupeň (HLS I). Kultura se pak dále plynule vyvíjí (HLS III) až do své konečné fáze (HSL IV), kdy ji střídá lid kultury s nálevkovitými poháry. Osídlení této kultury je potvrzeno z katastru obcí Dolní Benešov, Hněvošice, Kobeřic, Malé Hoštice, Oldřišov, Služovice, Velké Hoštice. Tato kultura zde přežívá ještě i ve své mladší fázi – II.
V dalším vývoji se zde objevuje středoneolitická kultura s kanelovanou keramikou (Malé Hoštice, Velké Hoštice).
V pozdním eneolitu se na území Evropy vyskytují dva výrazné kulturní komplexy. První reprezentují nositelé lidu kultury zvoncovitých pohárů, jejichž pozůstatky nacházíme na území Malých Hoštic, Petřkovic a Velkých Hoštic. Druhý komplex náleží lidu kultury se šňůrovou keramikou, kdy na území Hlučínska nacházíme především kamenné sekeromlaty náležící této kultuře.
Ve starší době bronzové náležel region do sféry mierzanowické kultury a později se zde objevuje osídlení věteřovské skupiny (Bolatice, Kobeřice). Toto osídlení je však velmi řídké a nevýrazné. Ve střední době bronzové je území součástí komplexu mohylových kultur. S nálezy z tohoto období se setkáváme na území Kobeřic, kde byl v místním kamenolomu nalezen kostrový hrob s výbavou tvořenou dvěma bronzovými záušnicemi a několika jantarovými perlami. Na místě byla rovněž objevena i bronzová sekerka s lištami. Mohylová kultura je pak hlášena také z Malých Hoštic, odkud pochází drobná amforovitá nádobka s kalichovitě rozevřeným hrdlem.
Mladší a pozdní doba bronzová a počátek doby železné je reprezentován kulturou lidu lužických popelnicových polí (Bělá, Bolatice, Dolní Benešov, Hněvošice, Chuchelná, Bolatice, Kobeřice, Kravaře, Malé Hoštice, Oldřišov, Petřkovice, Píšť, Strahovice, Sudice, Třebom, Velké Hoštice, Závada), která zde přežívá téměř tisíc let.
V mladší době železné, kdy hovoříme o „keltské“ laténské kultuře, je osídlení regionu opět řídké a nevýrazné. Pozůstatky po Keltech pak nacházíme na katastrech obcí Rohov, Malé Hoštice a Velké Hoštice.
Doklady z tohoto období pravěku nacházíme na katastrech obcí Bělá, Kobeřice, Kravaře, Malé a Velké Hoštice, kde je osídlení reprezentováno především germánskou dobrodźieńskou skupinou.
Nejstarší středověké osídlení je na podkladě archeologických nálezů datováno do 8. století (doba hradištní), kdy se na území nalézala otevřená sídliště (Malé Hoštice, Velké Hoštice, Hněvošice, Sudice), s pohřebištěm (Hněvošice), ale také s hradiskem (Landek).

### Středověk
V roce 1000 bylo z iniciativy Boleslava Chrabrého za účelem omezení míšeňského a pražského biskupství založeno hnězdenské arcibiskupství s podřízeným biskupstvím ve Vratislavi, území Pštiny a Bytomi bylo podřízeno krakovskému biskupství a jih (tzv. české Slezsko) olomouckému biskupství. V důsledku velkého rozrodu piastovské dynastie, která si mezi sebou rozdělovala další polská území (včetně slezského) vznikla v průběhu 12.–13. století soustava slezských knížectví: v Dolním Slezsku knížectví Vratislav, Hlohov, Lehnice, Lubuš, v Horním Slezsku Opolsko (Ratibořsko, Těšínsko, Osvětim, Zátor, Bytom, Pština) pod vlivem krakovského biskupa. Za vlády Jana Lucemburského a Karla IV. došlo k postupnému připojení všech slezských knížectví k zemím Koruny české. Olomoucké biskupství a Opavské knížectví se z Markrabství moravského vyčlenily jakožto samostatné země Koruny české.
Hlučínsko se od poloviny 12. století stalo nakrátko součástí Českého knížectví a do poloviny 13. století se tato oblast vyvíjela jako součást středověké holasické provincie (Olomoucký úděl). Od počátků 13. století, v době vlády Přemyslovců a hlavně zásluhou kolonizačního úsilí velehradského kláštera, bylo území osídlováno německými kolonisty. Od roku 1318 se území současného Hlučínska stalo součástí Opavského vévodství v držení Mikuláše II. Opavského z rodu opavských Přemyslovců, od roku 1336 držící též Ratibořské knížectví. V roce 1377 připadla větší část území k dílu vévody Přemysla I. Opavského, menší díl s Kravaři a Sudicemi jako součást Krnovska jeho bratru Janu II. Opavskému a Ratibořskému. Hlučín s Landekem byl často zastavován, v roce 1385 knížatům kozelským (Koźle/Kozlí/Cosel). V roce 1439 se Hlučín stal znovu součástí knížectví Opavského.
V držení opavských Přemyslovců bylo Hlučínsko až do roku 1464 (resp. 1474), kdy se dostalo do rukou českého krále Jiřího z Poděbrad (1420–1471), který novým knížetem ustanovil svého syna Viktorína. Roku 1485 bylo Opavsko na nátlak uherského a českého krále Matyáše Korvína postoupeno jeho synovi Jánošovi. Po smrti Matyáše se vlády nad Slezskem chopil dle olomouckých úmluv Vladislav II. Jagellonský. Ratibořsko zůstalo v držení opavských Přemyslovců až do roku 1521, kdy ho Jan II. Opolský sloučil s knížectvím Opolským a Ratibořsko sdílelo v rámci Zemí Koruny české osud Opolska.
I po připojení Slezska (potažmo Hlučínska) k českému státu docházelo na jeho území ke střetům zájmů sousedního Polska a Uher. V důsledku těchto mnoha konfliktů – zejména husitských válek a válek Jiřího z Poděbrad s Matyášem Korvínem, se Slezsko měnilo politicky, etnicky a především správně. První pokus o sjednocení slezské správy zavedl Matyáš Korvín v roce 1474, kdy zavedl instituci vrchního slezského hejtmana, kterému byli podřízeni hejtmani v Dolním a Horním Slezsku. Vrchní hejtman předsedal celoslezskému sněmu (Fürstentagu). V roce 1498 byl založen knížecí soud (Fürstenrecht), který se scházel dvakrát ročně, dále bylo zavedeno pravidelné vybírání daní. Jednotu Slezska nadále oslabovaly třenice mezi jednotlivými stavovskými příslušníky, z tohoto důvodu nebylo schopné se navenek jednoznačně vyjadřovat k mezinárodní politické situaci.

### Habsburská monarchie
Po smrti Ludvíka Jagellonského a následným zvolením Ferdinanda I. Habsburského českým králem připadlo území rakouským Habsburkům. Dne 28. prosince 1613 bylo Opavsko uděleno jako dědičné manství Koruny české Karlu I. z Lichtenštejna a dne 16. března 1621 obdržel lénem i Krnovské knížectví. Jan II. Dobrý (Opolský) sloučil Ratibořské knížectví s knížectvím Opolským, čímž Ratibořsko sdílelo v rámci Zemí Koruny české další osud s Opolskem (Opolsko-ratibořské knížectví).
Za třicetileté války, kdy bylo území součástí Habsburské monarchie, bylo Hlučínsko zdecimováno zejména vpády dánských a švédských žoldnéřských vojsk, která zle poplenila a vypálila Kravaře, Kouty, Chuchelnou, Píšť i města Benešov a Hlučín. V samotném Hlučíně bylo zcela vypáleno 80 domů, v řadě vesnic bylo obyvatelstvo zdecimováno na polovinu, několik vsí zaniklo úplně.
Nová etapa hlučínských dějin se začala odvíjet v polovině 18. století. Nástup Marie Terezie na slezský vévodský stolec se stal záminkou k vyvolání rakousko-pruského válečného konfliktu (1742 až 1746), jehož první epizoda byla roku 1742 uzavřena vratislavským mírem, podle kterého větší část Slezska, včetně levobřežní krajiny při řece Opavě mezi Opavou a Ostravou, připadla Prusku. Město Hlučín a okolní městečka a vsi se tak staly součástí Pruského Slezska (Provinz Schlesien).

### Pruské království – Pruské Slezsko
Odloučením Hlučínska od Opavy, nejbližšího velkého města, se území stalo periferním příhraničním krajem Pruského království, které sahalo až k Baltskému a Severnímu moři. Po jeho anexi zavedl zavedl Fridrich II. Veliký (1712–1786) na území pruské provincie okamžitě vojenskou správu v čele s Generálním válečným komisariátem (Generalkriegskomissariat), v jehož čele stál hrabě Ludwig Wilhelm von Münchow a Karl Franz von Reinhardt. Od srpna 1741 pak probíhal převod z vojenské správy na civilní pruskou správu, dovršený 1. ledna 1742, kdy byl také zrušen Generální válečný komisariát v Dolním Slezsku a o rok později i v Horním Slezsku (dvě královské komory/Kriegs- und Domänenkammer ve Vratislavi/Breslau a v Hlohově/Glogau, které nahradily později Regierungsbezirke).
V čele komor stálo kolegium vedené prezidentem, kterého v době nepřítomnosti zastupovali dva direktoři. Lesní správu měli na starost v komorách tzv. Oberforstmeisteři. Komory dohlížely na vládní výdaje (rozpočet) na armádu (⅔ rozpočtu) a hospodářství (zavádění nových pracovních postupů pro vyšší půdní výnosy, ochrana poddaných – policejní záležitosti, výběr daní). Prezidenty komor se stali Karl Franz von Reinhardt a Ludwig Wilhelm von Münchow, který byl nakonec jmenován prezidentem obou komor a stal se ministrem pro Slezsko, přičemž měl na starosti jeho celkovou správu, po něm Joachim Ewald von Massow (1753–1755), Ernst Wilhelm von Schlabrendorf (1755–1769) a hrabě Karl Georg von Hoym (1769–1807). Celozemské a knížecí stavovské sněmy byly nahrazeny okresy, v jejichž čele stanuli starostové (Landráti), úředníci dosazovaní panovníkem, v čele měst magistráty.
Už v roce 1764 vstoupil v platnost zákaz ustanovování takových kněží a učitelů, kteří by nemluvili německy. Podle německého historika Gerharda Schellina se kolem roku 1784 mluvilo v hlučínských vesnicích moravsky (až na tři vesnice, kde se mluvilo německy). Toto místní obyvatelstvo, náležející v Pruském Slezsku k diecézi olomoucké, si říkalo Moravci. Právě jejich silný vztah k náboženství byl hlavním důvodem, proč zcela nesplynuli s pruským státem, jeho pruským protestantismem a nacionalismem. Katolická církev se proto také stavěla na obranu moravského jazyka na Hlučínsku.
V důsledku napoleonských válek bylo v roce 1807 tzv. říjnovým ediktem zrušeno v Prusku, a tedy i na Hlučínsku, poddanství (v Rakousku se tak stalo teprve roku 1848).
Po vytvoření německého císařství v roce 1871 se podařilo Ottovi von Bismarckovi stmelit teritoriální rozdrobenost Německa a zlepšit jeho hospodářský rozvoj. Politickými oponenty se staly sociálnědemokratická hnutí a římskokatolická církev, která podporovala slovanské (a tedy i moravské) menšiny. Hlavní tlak Bismarckovy vlády byl zaměřen na oblast školství. V roce 1872 byla na Hlučínsku moravština vyloučena ze všech škol, o tři roky se přestalo vyučovat v mateřském jazyku též náboženství. Římskokatoličtí kněží považovali svou konfesní povinnost za nadřazenější službě pruskému státu, zrovna tak zůstávalo věrno svému přesvědčení i katolické obyvatelstvo. Tento nebývalý tlak pruské vlády přispěl ke sblížení katolické církve s Moravci. Jejich společné zájmy hájila v roce 1871 ustanovená politická strana Deutsche Zentrumspartei, která měla značnou podporu právě na Hlučínsku.
V listopadu 1894 byl založen Deutscher Ostmarkverein (1894–1934), který měl podporovat ve východních provinciích Německo. Úřednickým výnosem z dubna 1898 měli úředníci a učitelé kromě plnění svých povinností usilovat o posílení pruského vědomí nejen ve službě, ale i ve svém soukromém životě. Dalším nařízením byly slezské pohraniční okresy prohlášeny za národně ohrožené. Zakládání spolků od devadesátých let 19. století tak leželo na bedrech obecních učitelů, kteří převážně v hasičských a tělovýchovných spolcích dbali na jejich pruský a velkoněmecký duch. Kněží odchovaní v novém duchu se spolčovali kolem Katolických novin, které vycházely sice v moravštině, ale bez národního programu.
Zájmy Hlučíňanů podporoval na začátku 20. století v berlínském říšském sněmu hlučínský farář Hugo Stanke (1. dubna 1861 – 18. dubna 1921), který byl za Deutsche Zentrumspartei poslancem. Přes germanizační tlak se při sčítání lidu v prosinci 1905 na Hlučínsku přihlásilo 87,3 % obyvatel k moravštině jako svému rodnému jazyku (němčinu uvedlo 10,5 %). Moravština ale byla užívána jako intimní hovorový jazyk pro domácí a rodinné prostředí a pro styk v kostele. Němčina se stala oficiálním jazykem, který Hlučíňané užívali ve škole a práci. Mezi historiky panuje konsenzus, že obyvatelé Hlučínska si na kombinování němčiny s moravštinou zvykli a byli s tímto stavem spokojeni. Za 1. světové války padlo na Hlučínsku v německých službách 1 743 Hlučíňanů (není znám žádný Hlučíňan, který by sloužil v Československých legiích).
Za „ztracené město“ českého národa považoval Hlučín v roce 1899 i básník a slezský buditel Petr Bezruč, který ve své básni Hučín na motivu Moravců úpících pod pruským jhem vystavěl básnickou konfrontaci minulosti a přítomnosti jednoho lidského života. V úvodu básně popisuje Bezruč pěší cestu krajinou po jižním (tj. domácím rakouském) břehu hraniční řeky Opavy: „Odru jsem přešel. A na Střebovice, na Děhylovo a Dobroslavice.“ Během této cesty básník jako na své mládí vzpomíná na důvěrně známou, ale ztracenou zemi okolo města Hlučína, která se nyní (tj. ve stáří) nachází „na modré straně“ (barva pruských uniforem) a v níž prostý lid již jen „tiše svou dýchá […] řečí“, protože na něj číhající „Prus za stromem klečí“ se sekyrou v ruce.

### Československo
Porážkou centrálních mocností v 1. světové válce, rozpadem německého císařství a Rakousko-Uherska vznikla potřeba nového státoprávního uspořádání středoevropského prostoru. Za těchto okolností se zrodila také Československá republika. Političtí představitelé Čechů a Slováků v zahraničním i domácím protirakouském odboji uvažovali o budoucích hranicích státu. Vznikly koncepce, které počítaly s připojením rozsáhlých oblastí, které v minulosti byly nějaký čas součásti českého státu, např. Horní a Dolní Lužice, Kladska, ale i Hlubčicka a Ratibořska. O Hlučínsko, průmyslově rozvinutou oblast s nerostným bohatstvím, neusilovalo jen Československo a Německo, ale i Polsko. Hranice Československa tehdy překreslil francouzský generál Henri Le Rond, když území směrem na jih vytyčené hranice (hornoslezského okresu Ratiboř) označil za část, která připadne Československu.
„Situaci nakonec rozřešil francouzský generál Le Rond, který byl předsedou rozhraničovací komise. Ten to skutečně udělal vojensky. Sedl si za stůl, vzal si pravítko, tužku a mapu a udělal čáru, kterou spojil města Ketř a Bohumín,“ popsal ředitel Muzea Hlučínska Metoděj Chrástecký.
Česká televize, 4. 2. 2020
Na základě článku 83 Versailleské mírové smlouvy, která vstoupila v platnost 10. ledna 1920, vznikla uměle a bez práva na sebeurčení oblast Hlučínsko.

Německo se vzdává ve prospěch státu československého všech práv a právních titulů na část území slezského takto vymezenou: počínaje od bodu položeného asi 2 km na jihovýchod od Ketře (Katscher), na hranicích mezi krajem hlubčickým a ratibořským: hranice mezi těmito dvěma kraji;
poté stará hranice mezi Německem a Rakouskem-Uherskem až k bodu ležícímu na Odře přímo na jih od železnice Ratiboř-Bohumín;
poté směrem severozápadním až k bodu ležícímu asi 2 km na jihovýchod od Ketře: čára, jež bude určena na místě samém a která míjí na západě Chřenovice (Kranowitz).

Komise složená ze sedmi členů, z nichž pět bude jmenováno Čelnými mocnostmi spojenými a sdruženými, jeden Polskem a jeden státem československým, bude ustavena do čtrnácti dnů po tom, kdy nabude působnosti tato smlouva, aby určila na místě samém hraniční čáru mezi Polskem a státem československým. Rozhodnutí komise stanou se většinou hlasů a budou závazná pro zúčastněné strany.
Versailleská mírová smlouva, článek 83
Vojenský zábor Hlučínska prováděl 4. února 1920 3. moravský pluk v Opavě s velmi reprezentativním obsazením, v jehož čele stál francouzský generál Marty, zplnomocněný komisař pro Hlučínsko dr. Josef Šrámek, poslanci národního shromáždění František Zíka, Josef Lukeš a dr. František Rambousek, prezident zemského soudu Kunz, finanční ředitel Hrubec, zástupce zemského prezidenta dr. Schiller a další. Delimitační práce na Hlučínsku byly dokončeny definitivně až v roce 1923 připojením obcí Hať a Píšť.
Československo se tak rozrostlo o téměř 320 kilometrů čtverečních Hlučínska a o 46 tisíc obyvatel, kteří od dob Marie Terezie patřili k Prusku. Přestože se nazývali Moravci a hovořili českým dialektem, k této změně se podle historika Metoděje Chrásteckého stavěli spíše chladně a byli za 178 let navyklí na pruskou mentalitu. Část obyvatel, která se cítila být spíše Němci (asi čtyři a půl tisíce lidí), hlavně úředníků a učitelů, se proto do jednoho roku z Hlučínska vystěhovalo za hranice.

### Třetí říše
Vzpomínky na staré pruské pořádky a neúplné sžití s novým československým státem vedly k tomu, že obyvatelé Hlučínska hleděli v roce 1938 k Německu s nadějí na lepší časy. Po mnichovské dohodě se obnovil takzvaný Altreich, tedy stará jednotná německá říše. Československo přišlo o pohraniční oblasti včetně Hlučínska.
Česká televize, 4. 2. 2020
Na základě Mnichovské dohody bylo Hlučínsko 8. října 1938 připojeno přímo k Třetí říši jako součást Pruského Slezska a stalo se součástí okresu Ratiboř v opolském vládním obvodu pruské provincie Slezsko (od roku 1941 provincie Horní Slezsko). Manifestačních oslav navrácení uskutečněných 13. prosince 1938 se účastnil i slezský vrchní prezident a župní vedoucí (Gauleiter) Josef Wagner. Hlučíňané se tak stali německými státními občany, jelikož německou státní příslušnost nikdy nepozbyli (Německo obyvatele Hlučínska nikdy ze státního svazku nepropustilo). S tímto aktem byla spojena i povinná služba mužů ve Wehrmachtu v průběhu 2. světové války. Do německé armády narukovalo na 13 tisíc mužů, z války se jich nevrátily tři tisíce a dalších pět tisíc si neslo doživotní následky.

### Třetí Československá republika a ČSSR
Předáním Hlučínska nově vzniklému československému státu vznikl problém začlenění, který se také označuje jako tzv. hlučínská otázka (jádrem této otázky bylo určování národností a státní příslušnosti u značné části hlučínského obyvatelstva po roce 1945, na němž závisela konfiskace majetku a odsun Němců). Tento problém se řešil ještě počátkem 50. let. Po druhé světové válce tlačili na vystěhování německého obyvatelstva zejména komunisté a národní socialisté. Hlučínsku se ale jako jediné pohraniční oblasti podařilo výraznému odsunu vyhnout. Hlučíňané směli zůstat v ČSR nejprve provizorně, později trvale. Do 1. ledna 1946 bylo vyhnáno 1 425 Hlučíňanů německé národnosti z 11 759 připravených (celkem se jednalo o přibližně 50 000 obyvatel).
„K odsunu došlo asi v pěti procentech, což je zhruba asi dva až tři tisíce obyvatel. Velkou roli přitom sehrála otázka blízké průmyslové Ostravy a také argumentace typu – proč bychom měli odsunovat obyvatelstvo, které jsme v roce 1920 vítali jako obyvatelstvo české?“
Česká televize, 4. 2. 2020: Hranice Československa překreslil francouzský generál
V prvních poválečných volbách v roce 1946 zvítězila na Hlučínsku ČSL se ziskem 7 592 hlasů, KSČ tehdy skončila poslední. V lednu 1948 prosadili komunisté a odbojáři na krajské Národní frontě na Hlučínsku revizi všech vydaných osvědčení o státním občanství, konfiskaci majetku těm osobám, které by při této revizi neobstály a jejich přestěhování do českého vnitrozemí, dále pak očistu orgánů lidové správy a taktéž odsun těchto nespolehlivých živlů do vnitrozemí. Po nových volbách po únoru 1948 z toho sešlo, ale KSČ u moci upřednostnila konfiskaci tzv. juterkové půdy podle dekretu č. 12 a normální přídělové řízení. Taktéž k přídělu půdy nakonec nedošlo, jelikož ministerstvo zemědělství nařídilo, aby tato půda byla přidělená JZD, pak Státním statkům, Státním lesům a teprve pak malorolníkům. V roce 1951 se v JZD nacházelo 74 % tzv. juterkové půdy.

### Současnost
Vazby na Německo přetrvávají na Hlučínsku i dnes. „Zejména po roce 1948 a 1968 tady došlo k výrazné emigraci a to se projevuje na německém cítění mnohých obyvatel celého regionu,“ uvedl starosta Hlučína Pavel Paschek
Česká televize, 4. 2. 2020: Hranice Československa překreslil francouzský generál
Na počátku 21. století žilo ve 27 členských obcích mikroregionu Sdružení obcí Hlučínska a 4 spolupracujících čtvrtích Ostravy a Opavy celkem 73 693 obyvatel. Tento počet nezahrnuje obyvatele do mikroregionu nezapojených území, především Antošovic a Koblova (tato dvě mají dohromady asi 1600 obyvatel).

## Geografie
Hlučínsko je na jihovýchodě ohraničeno řekou Odrou a na jihu řekou Opavou, podél jejíž břehů se táhne zvlněná linka Hlučínské pahorkatiny. Severní a severozápadní hranici regionu tvoří dnešní česko-polská státní hranice, jejíž přesný průběh stanovila rozhraničovací komise naplňující v letech 1920–1923 zadání mírové smlouvy. Na jihozápadě k Hlučínsku nepatřila tehdejší levobřežní část tehdejšího města Opavy, ani jeho hospodářské zázemí obec Kateřinky (protože tyto oblasti nepropadly roku 1742 Prusku).
Na Hlučínsku se nachází velké množství dochovaných kulturních památek, jež skýtá pestrou škálu architektonických a řemeslných zajímavostí. Je i výletní oblastí s mnoha cyklostezkami, jejíchž páteří je část stezky Moravská brána, která navazuje na česko-polskou příhraniční trasu a množství lokálních cyklotras.

### Administrativní členění
Mezi 4. únorem 1920 a 16. březnem 1923 bylo k Československu připojeno 1 město (Hlučín), 37 obcí a 30 velkostatků. Na rozloze 316 km² v nich žilo přibližně 46 000 obyvatel. Z připojených sídel byl utvořen nový politický a soudní okres Hlučín, příslušný ke krajskému soudu v Opavě a do župy XIV. Moravská Ostrava. Všechny připojené obce vytvářely jeden soudní okres, politický okres byl ale vymezen odlišně, západní obce Hněvošice, Malé Hoštice, Velké Hoštice, Chlebičov, Kobeřice, Oldřišov, Rohov, Služovice, Strahovice, Sudice, Třebom a Vrbka patřily do politického okresu Opava a naopak ze soudního okresu Klimkovice do hlučínského politického okresu spadaly obce Děhylov, Dobroslavice, Martinov, Plesná a Třebovice.
| Český název   | Německý název                        | Polský název                       | Obyvatel |
| ------------- | ------------------------------------ | ---------------------------------- | -------- |
| Antošovice    | Antoschowitz                         | Antoszowice                        | 142      |
| Bělá          | Bielau                               | Biała                              | 448      |
| Bobrovníky    | Bobrownik                            | Bobrowniki                         | 552      |
| Bohuslavice   | Buslawitz                            | Bugusławice                        | 1171     |
| Bolatice      | Bolatitz                             | Bolacice                           | 2375     |
| Darkovice     | Groß Darkowitz                       | Darkowice                          | 989      |
| Darkovičky    | Klein Darkowitz                      | Darkowice Małe, Darkowiczki        | 870      |
| Dolní Benešov | Beneschau                            | Beneszów                           | 1894     |
| Hať           | Haatsch                              | Gać                                | 1720     |
| Hlučín        | Hultschin                            | Hluczyn, Hulczyn                   | 4796     |
| Hněvošice     | Schreibersdorf                       | Gniewoszyce                        | 629      |
| Hošťálkovice  | Hoschialkowitz                       | Hoszczałkowice                     | 1156     |
| Chlebičov     | Klebsch                              | Chlebiczów                         | 669      |
| Chuchelná     | Kuchelna                             | Kuchelna                           | 1019     |
| Kobeřice      | Köberwitz                            | Kobierzyce                         | 1837     |
| Koblov        | Koblau                               | Koblów                             | 1588     |
| Kouty         | Kauthen                              | Kąty                               | 1581     |
| Kozmice       | Kosmütz                              | Koźmice                            | 1113     |
| Kravaře       | Deutsch Krawarn                      | Krawarz                            | 4370     |
| Lhotka        | Ellguth-Hultschin, Ellgoth-Hultschin | Ligotka                            | 966      |
| Ludgeřovice   | Ludgerstal                           | Ludgierzowice                      | 3250     |
| Malé Hoštice  | Kleinhoschütz                        | Goszczyce Małe, Małe Hoszyce       | 1056     |
| Markvartovice | Markersdorf                          | Markwartowice                      | 1204     |
| Oldřišov      | Odersch                              | Oldrzyszów                         | 1378     |
| Petřkovice    | Petershofen                          | Pietrzkowice                       | 2609     |
| Píšť          | Sandau                               | Piszcz                             | 1761     |
| Rohov         | Rohow                                | Rogów                              | 709      |
| Služovice     | Schlausewitz                         | Służowice                          | 432      |
| Strahovice    | Strandorf                            | Strachowice                        | 705      |
| Sudice        | Zauditz                              | Sudzice                            | 1005     |
| Šilheřovice   | Schillersdorf                        | Szylerzowice                       | 1597     |
| Štěpánkovice  | Schepankowitz                        | Szczepankowice                     | 1817     |
| Třebom        | Thröm                                | Trzebom                            | 760      |
| Velké Hoštice | Großhoschütz                         | Goszczyce Wielkie, Wielkie Hoszyce | 1269     |
| Vrbka         | Weidental                            | Wierzbka                           | 124      |
| Vřesina       | Wreschin                             | Wrzesin                            | 617      |
| Zábřeh        | Oppau                                | Zabrzeg                            | 630      |
| Závada        | Zawada-Beneschau                     | Zawada                             | 461      |

Mapa obcí v jižní části bývalého pruského okresu Ratiboř připojených v důsledku Versailleské smlouvy v letech 1920 a 1923 k Československu jako politický a soudní okres Hlučín, nová československo-německá hranice je znázorněna červeně, předválečná rakousko-pruská hranice šedě

V pozdějších letech se hranice okresu Hlučín měnily, až tento úplně zanikl. Dnes se Hlučínsko rozkládá převážně na území okresu Opava (tvoří jeho východní čtvrtinu) a nepatrně též Ostrava-město (několik sídel na jihovýchodě regionu). Rovněž hranice obcí a katastrů prodělaly změny, některé obce byly sloučeny s jinými. V roce 2003 navázalo 27 nástupnických obcí formální spolupráci v rámci Sdružení obcí Hlučínska.

### Územní vymezení
Ze srovnání podrobných historických a současných map vyplývá, že historické Hlučínsko, tak jak bylo připojeno k Československu, zahrnuje následující území:
- katastrální území Antošovice (součást ostravského městského obvodu Slezská Ostrava)
- obec Bělá
- obec Bohuslavice
- katastrální území Bobrovníky (součást města Hlučín)
- obec Bolatice
- obec Darkovice
- katastrální území Darkovičky (součást města Hlučín)
- malou nezastavěnou severní část katastrálního území obce Dobroslavice
- město Dolní Benešov
- obec Hať
- téměř celé katastrální území Hlučín (součást města Hlučín)
- obec Hněvošice
- téměř celé katastrální území ostravského městského obvodu Hošťálkovice
- obec Chlebičov
- obec Chuchelná
- některé zemědělské pozemky na severním a východním okraji opavského katastrálního území Kateřinky
- obec Kobeřice
- téměř celé katastrální území Koblov (součást ostravského městského obvodu Slezská Ostrava)
- obec Kozmice
- většinu území katastrálního území města Kravaře (k Hlučínsku nepatřila jeho část Dvořisko)
- téměř celé území opavské městské části Malé Hoštice
- meandr řeky Opavy v katastrálním území Lhota u Opavy (součást obce Háj ve Slezsku)
- téměř celé katastrální území ostravského městského obvodu Lhotka
- obec Ludgeřovice
- malé okrajové části ostravského katastrálního území Mariánské Hory
- obec Markvartovice
- obec Oldřišov
- nepatrnou nezastavěnou část katastrálního území ostravského městského obvodu Nová Ves
- nepatrná část opavského katastrálního území Opava-Předměstí
- téměř celé katastrální území ostravského městského obvodu Petřkovice
- obec Píšť
- již zaniklý meandr Odry v katastrálním území Přívoz (součást ostravského městského obvodu Moravská Ostrava a Přívoz)
- nepatrná nezastavěná část katastrálního území Pudlov (součást města Bohumín)
- obec Rohov
- obec Služovice
- obec Strahovice
- obec Sudice
- obec Šilheřovice
- obec Štěpánkovice
- obec Třebom
- téměř celé území obce Velké Hoštice
- nepatrná nezastavěná část katastrálního území Vrbice (součást města Bohumín)
- obec Vřesina
- katastrální území Zábřeh u Hlučína (součást města Dolní Benešov)
- obec Závada

## Demografie
Na Německem nově vzniklému Československu odstoupeném území – Hlučínsku – hovořila většina obyvatel jako svou mateřskou řečí „moravštinou“, a to díky trvající příslušnosti k olomoucké arcidiecézi. Při pruském sčítání lidu roku 1905 bylo těchto Moravců 41 191 z celkem 47 tisíc obyvatel později odstoupeného území (na celém Ratibořsku se k moravštině přihlásilo 50 641 osob z celkem 153 tisíc, v sousedním Hlubčicku už jen 7 341 z celkem 84 tisíc). Německy mluvící byli v těchto obcích významně zastoupeni pouze v Třebomi (97 %) a Sudicích (80 %), zčásti také v Hlučíně (23 %). Naproti tomu v Německu za novými hranicemi zůstaly výrazně české obce Boleslav (Boleslau, 99 %), Bořutín (Borutin, 96 %), Petřatín (Klein Peterwitz, 94 %), Velké Petrovice (Groß Peterwitz, 78 %), Chřenovice (také Křenovice, Kranowitz, 95 %), Ovsiště (Owschütz, 95 %) a Šamařovice (Schammerwitz, 80 %). Velká část obyvatelstva Hlučínska měla na Prusko silné hospodářské vazby, které byly změnou státní příslušnosti zpřetrhány. Při sčítání lidu roku 1930, když zde žilo necelých 55 tisíc lidí, se však k československé národnosti přihlásilo 49 316 obyvatel Hlučínska.
| Obec          | Mateřská řeč roku 1905 | Mateřská řeč roku 1905 | Národnost roku 1930 | Národnost roku 1930 |
| Obec          | moravská               | německá                | československá      | německá             |
| ------------- | ---------------------- | ---------------------- | ------------------- | ------------------- |
| Antošovice    | 89                     | 0                      | 144                 | 0                   |
| Bělá          | 402                    | 4                      | 470                 | 1                   |
| Bobrovníky    | 447                    | 13                     | 649                 | 20                  |
| Bohuslavice   | 1136                   | 27                     | 1204                | 52                  |
| Bolatice      | 2069                   | 63                     | 2386                | 54                  |
| Darkovice     | 864                    | 6                      | 982                 | 4                   |
| Darkovičky    | 768                    | 18                     | 915                 | 2                   |
| Dolní Benešov | 1626                   | 124                    | 1843                | 104                 |
| Hať           | 1672                   | 49                     | 1900                | 38                  |
| Hlučín        | 3332                   | 1014                   | 4400                | 517                 |
| Hněvošice     | 593                    | 18                     | 685                 | 4                   |
| Hošťálkovice  | 864                    | 31                     | 1289                | 41                  |
| Chlebičov     | 606                    | 14                     | 643                 | 10                  |
| Chuchelná     | 561                    | 55                     | 800                 | 46                  |
| Kobeřice      | 1794                   | 55                     | 1970                | 53                  |
| Koblov        | 1259                   | 65                     | 1772                | 51                  |
| Kouty         | 1455                   | 27                     | 1416                | 147                 |
| Kozmice       | 1005                   | 42                     | 1200                | 33                  |
| Kravaře       | 3403                   | 214                    | 3543                | 357                 |
| Lhotka        | 801                    | 28                     | 942                 | 41                  |
| Ludgeřovice   | 2590                   | 136                    | 3657                | 178                 |
| Malé Hoštice  | 704                    | 326                    | 1000                | 151                 |
| Markvartovice | 1036                   | 7                      | 1280                | 27                  |
| Oldřišov      | 1176                   | 207                    | 1222                | 83                  |
| Petřkovice    | 1881                   | 220                    | 2979                | 131                 |
| Píšť          | 1519                   | 68                     | 1591                | 42                  |
| Rohov         | 686                    | 16                     | 543                 | 44                  |
| Služovice     | 372                    | 28                     | 346                 | 5                   |
| Strahovice    | 603                    | 12                     | 683                 | 2                   |
| Sudice        | 194                    | 913                    | 184                 | 759                 |
| Šilheřovice   | 1400                   | 186                    | 1335                | 74                  |
| Štěpánkovice  | 1598                   | 58                     | 1913                | 131                 |
| Třebom        | 8                      | 875                    | 43                  | 684                 |
| Velké Hoštice | 1035                   | 86                     | 1416                | 103                 |
| Vrbka         | 170                    | 3                      | 206                 | 4                   |
| Vřesina       | 484                    | 8                      | 648                 | 0                   |
| Zábřeh        | 598                    | 29                     | 704                 | 6                   |
| Závada        | 391                    | 15                     | 413                 | 9                   |

1. ↑  Pro rok 1905 obce a statky dohromady.
2. ↑  Jen českoslovenští státní příslušníci.
3. ↑  Včetně osady Heneberky.
4. ↑  Včetně obce Dlouhá Ves (Langendorf), připojené k Hlučínu roku 1910.

Vývoj počtu obyvatel v jednotlivých obcích Hlučínska a jejich místních částech sleduje následující tabulka. Počty jsou uvedeny do roku 1970, protože pro další jednotlivé roky jsou údaje dostupné na stránkách Českého statistického úřadu. Jelikož Hlučín je od 13. století městem, existuje pro něj více demografických údajů, proto je pro vybrané roky zvláštní tabulka.
| Obec             | Místní část              | Počet obyvatel | Počet obyvatel | Počet obyvatel | Počet obyvatel | Počet obyvatel | Počet obyvatel | Počet obyvatel | Počet obyvatel | Počet obyvatel | Počet obyvatel | Počet obyvatel | Počet obyvatel | Počet obyvatel | Počet obyvatel | Počet obyvatel | Počet obyvatel | Počet obyvatel | Počet obyvatel | Počet obyvatel | Počet obyvatel | Počet obyvatel | Počet obyvatel | Počet obyvatel | Počet obyvatel | Počet obyvatel |
| ---------------- | ------------------------ | -------------- | -------------- | -------------- | -------------- | -------------- | -------------- | -------------- | -------------- | -------------- | -------------- | -------------- | -------------- | -------------- | -------------- | -------------- | -------------- | -------------- | -------------- | -------------- | -------------- | -------------- | -------------- | -------------- | -------------- | -------------- |
| Obec             | Místní část              | 1783           | 1817           | 1825           | 1840           | 1855           | 1858           | 1861           | 1864           | 1867           | 1871           | 1880           | 1885           | 1890           | 1895           | 1900           | 1905           | 1910           | 1921           | 1930           | 1939           | 1945           | 1947           | 1950           | 1961           | 1970           |
| Bělá             | Bělá                     | 116            | 163            | 173            |                | 284            |                | 315            | 334            | 336            | 343            | 386            | 369            | 400            | 460            | 438            | 420            | 433            | 448            | 476            | 464            | 486            | 513            | 504            | 707            | 745            |
| Bohuslavice      | Bohuslavice              | 272            | 596            | 609            | 925            | 929            | 951            | 1006           | 1035           | 1094           | 1128           | 1168           | 1196           | 1156           | 1307           | 1192           | 1238           | 1219           | 1171           | 1273           | 1156           | 1099           | 1120           | 1 204          | 1 429          | 1 438          |
| Bolatice         | Bolatice                 | 462            | 546            |                | 1158           | 1160           | 1132           | 1200           | 1308           | 1445           | 1494           | 1570           | 1921           | 2074           | 2116           | 2126           | 2182           | 2317           | 1982           | 2087           |                |                |                | 2 056          | 2 565          | 2 736          |
| Bolatice         | Borová                   |                | 95             | 119            | 260            | 229            |                | 263            | 282            | 296            | 317            |                | 338            |                | 368            | 358            | 350            | 350            | 393            | 400            |                |                |                | 439            | 691            | 662            |
| Bolatice         | celkem                   |                |                |                |                |                |                |                |                |                |                |                |                |                |                |                |                |                |                |                | 2409           | 2420           | 2485           |                |                |                |
| Darkovice        | Darkovice                | 175            | 205            | 230            | 356            | 350            |                | 430            | 468            | 499            | 567            | 690            | 679            | 778            | 865            | 895            | 872            | 918            | 989            | 1003           | 1022           | 1014           | 1042           | 1 090          | 1 207          | 1 159          |
| Dolní Benešov    | Dolní Benešov            | 340            | 986            | 1035           | 1475           | 1524           | 1549           | 1574           | 1644           | 1551           | 1561           | 1785           | 1796           | 1775           | 2076           | 2081           | 2089           | 1898           | 1894           | 1974           | 1966           | 1815           | 1885           | 1 954          | 2 726          | 3 051          |
| Dolní Benešov    | Moravec                  |                |                |                | 11             |                |                |                |                | 131            | 207            |                | 166            |                | 87             | 96             | 126            | 125            |                |                |                |                |                |                |                |                |
| Dolní Benešov    | Výhoda                   |                |                |                |                |                |                |                |                |                |                |                | 10             |                | 3              | 4              | 9              | 9              |                |                |                |                |                |                |                |                |
| Dolní Benešov    | Zábřeh                   | 224            | 204            | 250            | 543            | 477            |                | 519            | 544            | 564            | 553            | 591            | 538            | 584            | 583            | 611            | 633            | 638            | 630            | 720            | 670            | 615            | 613            | 656            | 655            | 643            |
| Dolní Benešov    | celkem                   |                |                |                |                |                |                |                |                |                |                |                |                |                |                |                |                |                |                |                |                |                |                |                |                |                |
| Hať              | Hať                      | 463            | 560            | 612            | 932            | 963            | 1054           | 1200           | 1259           | 1352           | 1368           |                | 1577           |                | 1743           | 1684           | 1844           | 1673           | 1720           | 1960           | 1940           | 2380           | 2152           | 2 119          | 2 400          | 2 398          |
| Hlučín           | Bobrovníky               | 63             | 72             | 104            | 205            | 215            |                | 251            | 267            | 264            | 300            | 339            | 379            | 354            | 459            | 423            | 536            | 498            | 552            | 680            | 640            | 624            | 668            | 685            | 890            | 885            |
| Hlučín           | Cihelna                  |                |                |                |                |                |                |                |                |                |                |                |                |                |                | 106            | 216            | 104            |                |                |                |                |                |                |                |                |
| Hlučín           | Darkovičky               | 157            | 163            | 176            | 334            | 398            |                | 469            | 504            | 506            | 591            | 603            | 731            | 763            | 888            | 833            | 857            | 870            | 870            | 937            | 1001           | 1046           | 1075           | 1 061          | 1 445          | 1 616          |
| Hlučín           | Dlouhá Ves               |                | 332            | 471            | 1114           | 1158           | 1214           | 1290           | 1394           | 1206           | 1277           | 1290           | 1549           | 1489           | 1340           | 1327           | 1395           |                |                |                |                |                |                |                |                |                |
| Hlučín           | Hlučín                   | 934            | 1172           | 1854           | 2482           | 2405           | 2470           | 2540           | 2615           | 2608           | 2729           | 2931           | 3056           | 2845           | 3132           | 2942           | 3166           | 4357           | 4796           | 5068           | 4826           | 4990           | 5064           | 5 445          | 8 111          | 11 285         |
| Hlučín           | Malánky                  |                |                |                |                |                |                |                |                |                |                |                | 19             |                | 63             | 111            | 108            | 108            |                |                |                |                |                |                |                |                |
| Hlučín           | Jasénky                  |                |                |                |                |                |                |                |                |                |                |                | 85             |                | 27             | 86             | 77             | 77             |                |                |                |                |                |                |                |                |
| Hlučín           | Rovniny                  |                |                |                |                |                |                |                |                |                |                |                | 385            |                | 284            | 442            | 470            | 470            |                |                |                |                |                |                |                |                |
| Hlučín           | zámek                    |                |                |                | 80             |                |                |                |                | 127            | 137            | 165            | 194            |                | 259            | 155            | 309            | 164            |                |                |                |                |                |                |                |                |
| Hlučín           | celkem                   |                |                |                |                |                |                |                |                |                |                |                |                |                |                |                |                |                |                |                |                |                |                |                |                |                |
| Hněvošice        | Hněvošice                | 299            | 259            | 328            | 493            | 517            |                | 520            | 552            | 534            | 555            | 600            | 585            | 639            | 666            | 640            | 623            | 615            | 624            | 694            | 730            | 676            |                | 658            | 875            | 842            |
| Chlebičov        | Chlebičov                | 152            | 194            | 199            | 380            | 464            |                | 500            | 514            | 537            | 557            | 601            | 572            | 583            | 602            | 626            | 620            | 653            | 669            | 659            | 700            | 844            |                | 728            | 1 026          | 986            |
| Chuchelná        | Chuchelná                | 201            | 298            | 311            | 369            | 425            |                | 472            | 487            | 504            | 509            | 543            | 587            | 566            | 628            | 608            | 659            | 680            | 1019           | 872            | 747            | 691            | 802            | 915            | 1 097          | 1 109          |
| Kobeřice         | Kobeřice                 | 470            | 679            | 722            | 1139           | 1416           | 1435           | 1481           | 1538           | 1633           | 1711           | 1760           | 2361           | 1830           | 2513           | 2425           | 2630           | 2515           | 1837           | 2050           | 2077           | 2228           |                | 1 899          | 2 457          | 2 689          |
| Kobeřice         | Osmilány                 |                |                |                |                |                |                |                |                |                |                |                | 251            |                | 269            |                | 239            | 239            |                |                |                |                |                |                |                |                |
| Kozmice          | Kozmice                  | 67             | 438            | 460            | 612            | 737            |                | 845            | 875            | 905            | 912            | 957            | 989            | 978            | 1047           | 1058           | 1106           | 1102           | 1113           | 1252           | 1211           | 1213           | 1268           | 1 306          | 1 486          | 1 611          |
| Kravaře          | Čemenky                  |                |                |                |                |                |                |                |                |                | 199            |                | 281            |                | 305            | 332            |                | 332            |                |                |                |                |                |                |                |                |
| Kravaře          | Hanůvka                  |                |                |                |                |                |                |                |                |                | 78             |                | 71             |                | 79             | 72             | 78             | 78             |                |                |                |                |                |                |                |                |
| Kravaře          | Kravaře                  | 853            | 1048           | 1354           | 1909           | 2157           | 2233           | 2316           | 2362           | 2533           | 2431           | 2904           | 2928           | 3375           | 2960           | 3147           | 3508           | 3496           | 4370           | 4108           | 3966           | 3545           | 3655           | 3 728          | 4 136          | 4 150          |
| Kravaře          | Kouty                    | 455            | 592            | 800            | 1281           | 1360           | 1405           | 1466           | 1503           | 1553           | 1504           | 1408           | 1441           | 1514           | 1559           | 1473           | 1483           | 1456           | 1581           | 1610           | 1369           | 1650           | 1476           | 1 382          | 1 537          | 1 502          |
| Kravaře          | nádraží a myslivna Obora |                |                |                |                |                |                |                |                |                |                |                |                |                | 11             | 2              | 6              |                |                |                |                |                |                |                |                |                |
| Kravaře          | Nový Dvůr                |                |                |                |                |                |                |                |                |                | 94             |                | 78             |                | 67             | 61             | 70             | 70             |                |                |                |                |                |                |                |                |
| Kravaře          | rytířský dvůr            |                |                |                |                |                |                |                |                |                | 125            |                |                |                |                |                | 89             | 169            |                |                |                |                |                |                |                |                |
| Kravaře          | součet dvorů             |                |                |                |                | 151            | 178            |                |                |                |                |                |                |                | 563            |                | 237            |                |                |                |                |                |                |                |                |                |
| Kravaře          | celkem                   |                |                |                |                |                |                |                |                |                |                |                |                |                |                |                |                |                |                |                |                |                |                |                |                |                |
| Ludgeřovice      | Ludgeřovice              | 357            | 346            | 345            | 937            | 1151           | 1298           | 1328           | 1468           | 1471           | 1699           | 1903           | 2308           | 2104           | 2644           | 2640           | 2844           | 3175           | 3250           | 3916           | 3880           | 3833           | 3980           | 4 065          | 4 544          | 4 525          |
| Ludgeřovice      | Vrablovec                |                |                |                |                |                |                |                |                |                |                |                | 140            |                | 167            | 217            | 217            | 253            |                |                |                |                |                |                |                |                |
| Markvartovice    | Markvartovice            | 274            | 396            | 382            | 550            | 603            |                | 670            | 720            | 650            | 806            | 843            | 951            | 922            | 1041           | 1004           | 1166           | 1142           | 1204           | 1335           | 1263           | 1144           | 1243           | 1 288          | 1 539          | 1 562          |
| Oldřišov         | Oldřišov                 | 506            | 606            | 704            | 1055           | 1037           | 1062           | 1133           | 1143           | 980            | 1060           | 1259           | 1345           | 1366           | 1441           | 1447           | 1428           | 1417           |                |                |                |                |                |                |                |                |
| Oldřišov         | Frajhuby                 |                |                |                |                |                |                |                |                |                |                |                | 66             |                | 59             | 52             | 54             | 54             |                |                |                |                |                |                |                |                |
| Oldřišov         | Arnoštov                 |                |                |                |                |                |                |                |                | 194            | 222            |                | 60             |                | 71             | 47             | 48             | 48             |                |                |                |                |                |                |                |                |
| Oldřišov         | celkem                   |                |                |                |                |                |                |                |                |                |                |                |                |                |                |                |                |                | 1378           | 1328           | 1313           | 1342           |                | 1 199          | 1 302          | 1 247          |
| Opava            | Malé Hoštice             | 246            | 350            | 421            | 689            | 691            |                | 718            | 729            | 888            | 913            | 907            | 945            | 969            | 974            | 1014           | 1062           | 1001           | 903            | 1184           | 1262           | 1294           |                | 1 180          | 1 250          | 1 368          |
| Opava            | Pusté Jakartice          |                |                |                |                |                |                |                |                |                |                |                | 98             |                | 105            | 103            | 87             | 87             | 153            |                |                |                |                |                | 126            | 109            |
| Ostrava          | Antošovice               |                | 74             | 94             | 126            | 187            |                | 192            | 130            | 127            | 132            | 129            | 130            | 121            | 111            | 110            | 111            | 118            | 142            | 158            | 229            | 187            | 195            | 193            | 219            | 233            |
| Ostrava          | Hošťálkovice             | 234            | 242            | 312            | 482            | 561            |                | 603            | 592            | 629            | 641            | 619            | 626            | 775            | 770            | 899            | 921            | 1028           | 1156           | 1352           | 1347           | 1291           | 1405           | 1 456          | 1 634          | 1 620          |
| Ostrava          | Koblov                   | 233            | 345            | 329            | 549            | 543            |                | 690            | 708            | 810            | 815            | 825            | 891            | 998            | 1136           | 1260           | 1404           | 1543           | 1588           | 1859           | 1713           | 1672           | 1881           | 1 853          | 1 553          | 1 248          |
| Ostrava          | Lhotka                   | 117            | 154            | 171            | 274            | 345            |                | 410            | 421            | 471            | 500            | 537            | 603            | 633            | 728            | 802            | 834            | 897            | 966            | 1017           | 979            | 936            | 972            | 979            | 1 059          | 997            |
| Ostrava          | Petřkovice               | 150            | 184            | 230            | 524            | 662            |                | 809            | 921            | 920            | 998            | 1049           | 1107           | 1299           | 1876           | 2026           | 2294           | 2350           | 2609           | 3206           | 2950           | 3001           | 3482           | 3 865          | 3 236          | 2 891          |
| Píšť             | Píšť                     | 390            | 629            | 641            | 885            | 1039           | 1111           | 1188           | 1250           | 1270           | 1378           |                | 1872           |                | 2100           | 1581           | 1730           | 1652           | 1761           | 1689           | 1588           | 1774           | 1561           | 1 693          | 2 029          | 2 075          |
| Rohov            | Rohov                    | 206            | 381            | 406            | 565            | 554            |                | 606            | 635            | 659            | 656            | 691            | 730            | 673            | 721            | 674            | 754            | 688            | 709            | 607            | 560            | 536            |                | 538            | 646            | 626            |
| Služovice        | Služovice                | 144            | 137            | 208            | 311            | 306            |                | 348            | 336            | 358            | 374            | 408            | 412            | 399            | 392            | 387            | 413            | 412            | 437            | 355            | 391            | 398            |                | 337            | 402            | 485            |
| Služovice        | Vrbka                    | 88             | 88             | 104            | 148            | 207            |                | 173            | 238            | 235            | 210            | 143            | 185            | 177            | 180            | 172            | 176            | 173            | 179            | 210            |                | 212            |                | 128            | 147            | 146            |
| Služovice        | celkem                   |                |                |                |                |                |                |                |                |                |                |                |                |                |                |                |                |                |                |                |                |                |                |                |                |                |
| Strahovice       | Strahovice               | 225            | 323            | 311            | 394            | 510            |                | 490            | 504            | 520            | 528            | 626            | 584            | 594            | 602            | 583            | 621            | 647            | 705            | 693            | 687            | 711            |                | 668            | 853            | 864            |
| Sudice           | Sudice                   | 767            | 912            | 927            | 1205           | 1201           | 1125           | 1186           | 1207           | 1206           | 1254           | 1257           | 1199           | 1198           | 1177           | 1093           | 1152           | 1051           | 1005           | 982            | 869            | 813            |                | 588            | 651            | 590            |
| Šilheřovice      | Paseky                   |                |                |                |                |                |                |                |                | 194            | 201            |                | 153            |                | 181            | 145            | 175            | 175            | 190            | 166            |                |                |                |                |                | 90             |
| Šilheřovice      | Rakovec                  |                |                |                |                |                |                |                |                |                |                |                |                |                |                | 207            | 174            | 174            |                |                |                |                |                |                |                |                |
| Šilheřovice      | Šilheřovice              | 377            | 642            | 610            | 883            | 1018           | 1103           | 1149           | 1296           | 1127           | 1197           | 1202           | 1330           | 1351           | 1655           | 1482           | 1709           | 1656           | 1569           | 1398           |                |                |                |                |                | 1 468          |
| Šilheřovice      | celkem                   |                |                |                |                |                |                |                |                |                |                |                |                |                |                |                |                |                |                |                | 1416           | 1566           | 1607           | 1 547          | 1 771          |                |
| Štěpánkovice     | Albertovec + Svoboda     |                |                |                |                |                |                |                |                | 95             | 136            |                | 254            |                | 262            | 310            | 330            | 350            |                | 202            |                |                |                |                | 206            | 186            |
| Štěpánkovice     | Bílá Bříza               |                |                | 13             |                |                |                |                |                |                |                |                | 52             |                | 57             | 49             | 52             |                | 55             | 75             |                |                |                | 53             | 62             | 57             |
| Štěpánkovice     | Štěpánkovice             | 289            | 406            | 519            | 922            | 995            | 1046           | 1082           | 1107           | 1092           | 1050           | 1352           | 1432           | 1519           | 1612           | 1679           | 1678           | 1768           | 1817           | 1850           |                |                |                | 1 847          | 2 267          | 2 328          |
| Štěpánkovice     | celkem                   |                |                |                |                |                |                |                |                |                |                |                |                |                |                |                |                |                |                | 2052           | 1998           | 1965           | 1940           |                |                |                |
| Třebom           | Třebom                   | 671            | 789            | 875            | 945            | 962            | 931            | 989            | 1010           | 1018           | 986            | 925            | 928            | 953            | 961            | 942            | 902            | 818            | 760            | 752            | 702            | 635            |                | 367            | 430            | 359            |
| Velké Hoštice    | Velké Hoštice            | 583            | 700            | 635            | 944            | 983            | 1696           | 1064           | 1090           | 1125           | 1094           | 1134           | 1339           | 1164           | 1326           | 1131           | 1134           | 1201           | 1269           | 1558           | 1612           | 1254           |                | 1 399          | 1 564          | 1 466          |
| Vřešina          | Vřešina                  | 148            | 195            | 246            | 285            | 275            |                | 330            | 354            | 368            | 406            | 465            | 526            | 450            | 566            | 524            | 614            | 555            | 617            | 670            | 715            | 775            | 809            | 796            | 1 069          | 1 170          |
| Závada           | Závada                   | 101            | 169            | 191            | 341            | 324            |                | 354            | 363            | 378            | 378            | 388            | 419            | 406            | 420            | 410            | 457            | 464            | 461            | 424            | 377            | 397            | 340            | 406            | 515            | 521            |
| Hlučínsko celkem | Hlučínsko celkem         | 11809          | 16670          | 18481          | 29072          | 31473          | 21297          | 34169          | 35707          | 36963          | 38795          | 36953          | 45817          | 39774          | 50664          | 49344          | 52786          | 52530          | 51541          | 58425          | 52745          | 53072          | 43233          | 54274          | 64514          | 67738          |

| Rok  | Počet obyvatel |
| ---- | -------------- |
| 1781 | 898            |
| 1791 | 968            |
| 1793 | 977            |
| 1794 | 897            |
| 1795 | 952            |
| 1796 | 1004           |
| 1800 | 1054           |
| 1803 | 1125           |
| 1806 | 1028           |
| 1810 | 1075           |
| 1816 | 1088           |
| 1821 | 1393           |

## Doprava
Hlučínsko leží stranou hlavních dopravních tahů. Silniční osou území je úsek silnice I/56, vedoucí z Opavy přes Kravaře a Hlučín do centra Ostravy. Další významnou silnicí je I/46 vedoucí z Opavy podél hranice do Sudic, odkud pokračuje do polské Ratiboře. Dále tudy vedou silnice II. třídy č. 466, 467 a 469. Okrajově na jihovýchodě zasahuje na území trasa dálnice D1, ovšem prakticky bez nájezdů.
Železnice se zde nachází pouze regionální, a to slepá jednokolejná trať Opava východ – Hlučín, s rovněž slepou odbočkou Kravaře ve Slezsku – Chuchelná. Trať do Chuchelné byla původně součástí rakousko-pruské mezistátní dráhy z Opavy do Ratiboře, přeshraniční provoz byl ukončen po druhé světové válce. Mezi lety 1950 a 1982 existovalo tramvajové spojení Hlučína s Ostravou, pak však byla trať zrušena, snesena a nahrazena přeložkou silnice I/56.

## Kulturní a společenské aktivity

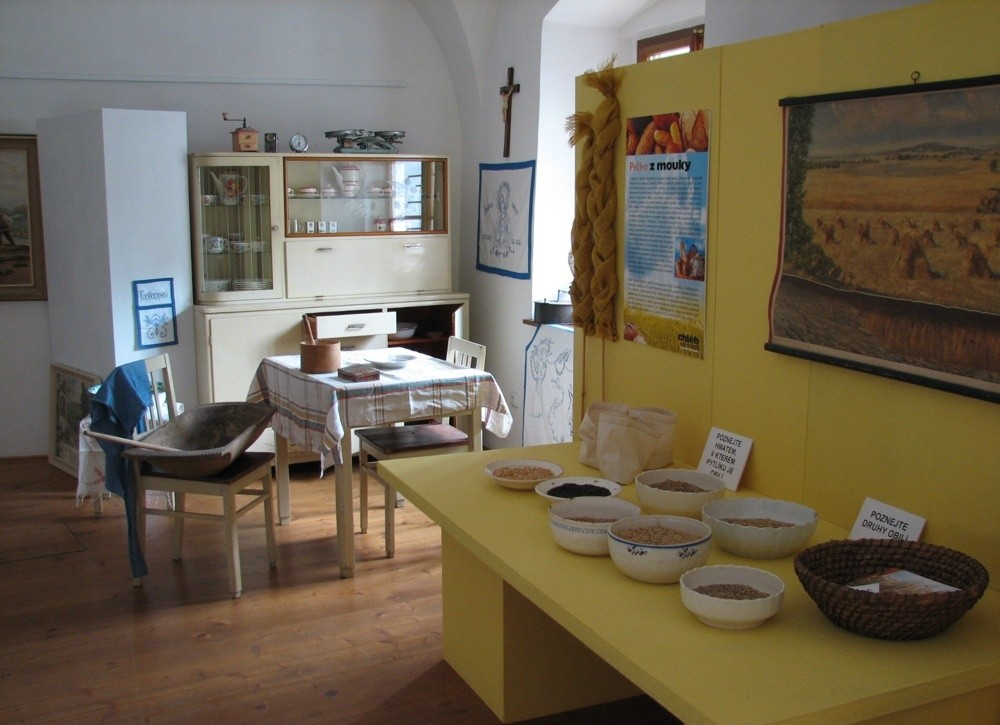
Dočasná výstava Chléb náš vezdejší… od zrníčka k bochníku v Muzeu Hlučínska v Hlučíně (2013).

### Sdružení obcí Hlučínska
Sdružení obcí Hlučínska bylo založeno roku 1992 a sdružuje historické hlučínské obce, kterým umožňuje společně více vzájemně spolupracovat. Sdružení usiluje o dosahování úzkých specifických cílů a také o rozvíjení kulturní a ekonomické spolupráce se sousedními příhraničními polskými obcemi. V současné době ve Sdružení obcí Hlučínska působí 27 měst a obcí, s nimiž volně spolupracuje opavská městská část Malé Hoštice a ostravské městské obvody Hošťálkovice, Petřkovice a Lhotka. Sdružení se také zaměřuje na spolupráci v oblasti cestovního ruchu, kultury, rozvoje a propagace regionu.

### Muzeum Hlučínska
V budově zámku v centru Hlučína působí od roku 2005 Muzeum Hlučínska, které se věnuje prezentaci města Hlučína a regionu Hlučínska v jeho historických hranicích. V roce 2014 byla v muzeu zpřístupněna stálá expozice Kdo jsou lidé na Hlučínsku. Výstava mapuje národnostní pozadí regionu, jeho vojenskou a správní historii, jakož i hospodářské dějiny regionu a všední život a identitu jeho obyvatel. Studiu a uchovávání původní identity Hlučínska se od roku 2010 věnuje Společnost přátel Muzea Hlučínska.

### Fotografický projekt Lidé Hlučínska
Obyvatelé a krajina Hlučínska byly hlavním námětem fotografického projektu Lidé Hlučínska devadesátých let 20. století. Byl uskutečňován mezi léty 1993–1998. Pracovaly na něm desítky autorů, vesměs studentů Institutu tvůrčí fotografie Slezské univerzity v Opavě. Teoretické základy projektu vytvořil sociolog Jiří Siostrzonek, dohled nad realizací převzali profesionální dokumentaristé Jindřich Štreit, Vojtěch Bartek a vedoucí ITF Vladimír Birgus.
Fotografování probíhalo za spolupráce obcí tak, že skupina fotografů po dobu několika měsíců navštěvovala jednu konkrétní obec na území Hlučínska. Seznamovali se zde s místními lidmi, dokumentovali jejich každodenní život a závěr své práce vystavili v místní restauraci nebo na obecním úřadu.
Většinu fotografií vzniklých v rámci projektu lze zařadit do kategorie dokumentární fotografie, výjimečně se autoři zajímali také o portrét nebo krajinu. Výsledek mnohaletého projektu byl nakonec představen širší veřejnosti v rámci několikrát reprízované výstavy a formou obsáhlého katalogu.

## Partnerské regiony
- MAS Plošina dobré země, Polsko